# Abadia de Bourne

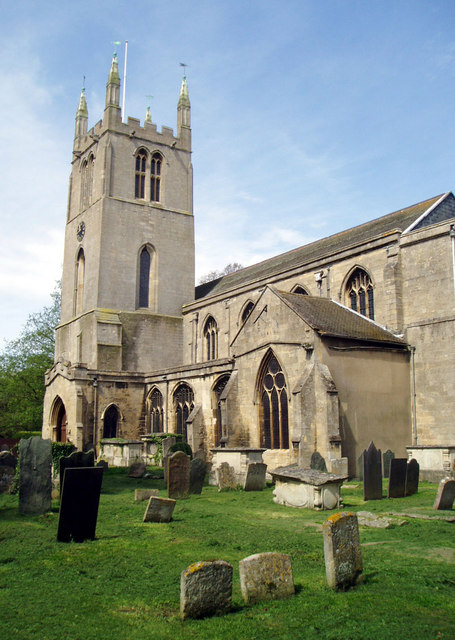
Abadia de Bourne.

A Abadia de Bourne (em inglês: Bourne Abbey) e Igreja Paroquial de São Pedro e São Paulo (Parish Church of St. Peter and St. Paul) é uma igreja em Bourne, Lincolnshire, na Inglaterra, classificada como Grau I e tombada pelo governo britânico. O edifício continua em uso paroquial, apesar da Dissolução dos Mosteiros, ocorrida no século XVI, já que a sua nave foi usada pela paróquia desde a época de sua fundação, em 1138.

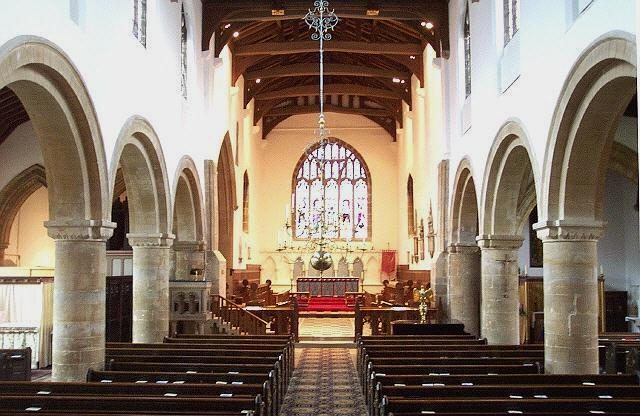
Nave da Abadia de Bourne hoje em dia. As duas arcadas da nave são consistentes com uma provável data de 1138 para o edifício, bem como o são os tondinhos da tela que separava o presbitério. As marcas da remoção do púlpito podem ser vistas na parte inferior deles. No edifício existem pedras nas quais foram entalhados arcos de um estilo semelhante ao utilizado no fim do século XII, e que provavelmente estariam no lado leste do púlpito, obscurecendo assim a visão do presbitério ao mesmo tempo em que permitiam a entrada e a saída de sons naquele recinto.